# Кріс Макграт
Кріс Макграт (англ. Chris McGrath, нар. 29 листопада 1954, Белфаст) — північноірландський футболіст, що грав на позиції півзахисника, флангового півзахисника. Відомий за виступами у складі англійських клубів «Тоттенгем Готспур» та «Манчестер Юнайтед», а також у складі національної збірної Північної Ірландії.

## Клубна кар'єра
Кріс Макграт дебютував у професійному футболі у 1972 році в складі англійської команди «Тоттенгем Готспур». У сезоні 1973—1974 років у складі лондонської команди брав участь у розіграші Кубка УЄФА, та брав участь у фіналі турніру, в якому «Тоттенгем Готспур» поступився «Феєнорду». У 1975 році відправився в оренду до нижчолігового англійського клубу «Міллволл», у якій перебував протягом одного сезону.
У 1976 році Кріс Макграт став гравцем іншого англійського клубу «Манчестер Юнайтед». Проте в складі манчестерської команди він не став гравцем основи, за 5 років зігравши у складі команди лише 28 матчів чемпіонату Англії. У 1981 році північноірландський футболіст став гравцем команди NASL «Талса Рафнекс», у якій грав до середини 1982 року.
У 1982 році Кріс Макграт став гравцем гонконзької команди «Саут Чайна», за яку виступав протягом трьох років, після чого у 1985 році завершив футбольну кар'єру.

## Виступи за збірну
Кріс Макграт у 1974 року дебютував у складі національної збірної Північної Ірландії. У складі збірної грав до 1979 року, провів у її формі 21 матч, забивши 4 голи.